# 4Q162

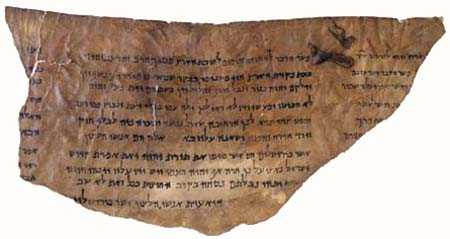
Rękopis 4Q162

4Q162 oznaczony również 4QpIsab – rękopis spisany na pergaminie zawierający komentarz biblijnej Księgi Izajasza. Rękopis ten został znaleziony w grocie 4 w Kumran, należy więc do zwojów znad Morza Martwego. Paleograficznie jest datowany na okres herodiański.
Rękopis ten jest komentarzem (hebr. peszarim פשר, interpretacje, komentarze) do Księgi Izajasza rozdz. 5. Nie zachował się komentarz do niewystępującego w innych komentarzach całego fragmentu Izajasza 5:1-7, lecz tylko do Izajasza 5:5b-6a (kolumna I). Zachował się również komentarz do Izajasza 5:11-14,24c-25 (kolumna II) oraz 5:29b-30 (kolumna III). Podobnie jak inne komentarze Księgi Izajasza 4Q162 cytuje najpierw fragment Księgi, a następnie objaśnia tekst w odniesieniu do społeczności z Qumran.
Rękopis ten jest jednym z pięciu komentarzy Księgi Izajasza znalezionych w grocie 4 (4Q161-165) oraz jednym z sześciu znalezionych w Qumran (3Q4).